# Le Comte Amédée-David de Pastoret
Le Comte Amédée-David de Pastoret est un tableau peint en 1826 par Jean-Auguste-Dominique Ingres, qui représente Amédée-David de Pastoret conseiller d'État et membre de l'Académie des Beaux-arts, proche relation du peintre, et commanditaire de plusieurs de ses œuvres, dont l'Entrée à Paris du dauphin, futur Charles V .
Dans la chronologie des portraits par Ingres, il est réalisé la même année que le portrait de Madame Marcotte de Sainte-Marie et précède une période de six ans sans peindre de portraits à la suite du découragement ressenti après la réalisation de ces deux derniers tableaux. Il fallut attendre 1832 pour qu'il peigne son tableau suivant, le portrait de monsieur Bertin .

## Historique
Le portrait appartient aux collections du modèle jusqu'à sa mort, en 1857, où il passe par héritage, à son épouse, puis, à la mort de celle-ci, à leur fille.
En 1884, il est catalogué, avec trois autres peintures d'Ingres, comme appartenant à la collection de cette dernière, la marquise de Rougé du Plessis-Bellière, au château de Moreuil (Somme) .
À la vente après décès de cette dernière, les 10 et 11 mai 1897, le tableau, qui forme le lot 85 de la vente , est acheté par la galerie Durand-Ruel, et acquis par le peintre Edgar Degas pour 8745 francs.
À la mort de ce dernier, en 1917, il fait partie de la dispersion aux enchères de sa collection d'oeuvres picturales, à Paris en 1918. Il est alors acquis, moyennant 90 000 francs, par le banquier et collectionneur d'Art David David-Weill. Ce dernier le vend ensuite à la galerie Wildenstein, qui le revend en 1971 à l'Art Institute of Chicago.
Ce portrait est inclus dans la rétrospective Ingres, présentée au Petit Palais, à Paris, d'octobre 1967 à janvier 1968, puis dans la rétrospective Ingres présentée au Musée du Louvre en 2006.

## Pour approfondir

### Pages connexes
- Amédée de Pastoret
- Jean Auguste Dominique Ingres
- Liste des peintures de Jean-Auguste-Dominique Ingres
- Paul Durand-Ruel
- David David-Weill
- Daniel Wildenstein
- Portrait de Ferdinand-Philippe, duc d'Orléans